# Joseph Fiennes
Joseph Alberic Twisleton-Wykeham-Fiennes (født 27. maj 1970) er en britisk skuespiller bedst kendt fra film som Shakespeare in Love og Elizabeth. Han har også roller på teatret og i TV. Joseph Fiennes er en yngre broder til skuespilleren Ralph Fiennes.

## Udvalgt filmografi
- Shakespeare in Love (1998)
- Elizabeth (1998)
- Enemy at the Gates (2001)
- Killing Me Softly (2002) (film)
- Luther (2003)
- Købmanden i Venedig (2004)
- Flugten fra fangeøen (2005)
- Farvel Bafana (2007)
- Aganist the Current (2009)
- Darwin Awards (2006)